# Kenny Everett
Kenny Everett, születési nevén Maurice James Chrisopher Cole (Seaforth, 1944. december 25. – London, 1995. április 4.) brit rádiós műsorvezető, lemezlovas, humorista, színművész, televíziós műsorvezető. Korának egyik legnépszerűbb műsorvezetője volt. 